# Sei Penjara
Sei Penjara is een bestuurslaag in het regentschap Langkat van de provincie Noord-Sumatra, Indonesië. Sei Penjara telt 650 inwoners (volkstelling 2010).